# フランソワ・ド・クレキ
フランソワ・ド・クレキ（François de Créquy, 1625年 - 1687年2月3日）は、ブルボン朝フランスの軍人。

## 生涯
幼少期から三十年戦争に従軍し、26歳で陸軍少将、30歳前に中将に昇進した。フランス王ルイ14世から気に入られフロンドの乱でも王党派に従い、1667年のネーデルラント継承戦争でヴォーバンと共にリールを陥落させ、功績により1668年に陸軍元帥に任命された。1670年にルイ14世の命令でロレーヌ公国を占領、シャルル4世を追放している。
1672年からのオランダ侵略戦争にも従軍、1675年のコンデ公ルイ2世・アンリ3世父子によるサンブル川・マース川流域平定に乗じてディナンを奪いコンデ公の補助を務めた後にメスへ派遣された。しかし、ライン川右岸でテュレンヌが戦死、後任としてライン川左岸のアルザスを守備したコンデ公が引退するとフランス軍の総指揮権を与えられたが、多くの将軍が反発して内部統制に失敗した上、シャルル4世に敗れてトリーアに逃げ込んだがそこも陥落、一時捕虜となった。解放後は終戦までアルザスの防衛に努め、ルイ14世の領土拡張政策では1684年にルクセンブルクを包囲・陥落させている。
1687年、62歳で死去。長男のフランソワ・ジョゼフが後を継いだが、スペイン継承戦争に従軍してルッザーラの戦いで戦死した。また、次男のニコラ・シャルルも大同盟戦争に従軍、1696年にトゥルネーで戦死した。